# 春海四方
春海 四方（はるみ しほう、本名：増田 晴彦、1959年3月22日 - ）は、日本の俳優。東京都出身。シス・カンパニー所属。

## 人物・来歴
劇男一世風靡に所属し、一世風靡セピアの一員としても活動した。

## 出演

### テレビドラマ

#### NHK
- とめはねっ! 鈴里高校書道部（2010年） - 島田大吉 役
- 連続テレビ小説
  - ゲゲゲの女房（2010年） - 「魚八」の留蔵さん 役
  - 半分、青い。（2018年） - 勅使河原先生（クラゲ先生） 役
  - なつぞら（2019年） - 杉山春雄（「杉の子」先代親方） 役
  - エール（2020年） - カフェー「パピヨン」常連客・岡崎社長 役
- 新選組血風録（2011年） - 池田屋惣兵衛 役
- 恋愛検定（2012年） - 辻利彦 役
- 書店員ミチルの身の上話（2013年）
- 鼠、江戸を疾る（2014年） - 鳴海屋宗吉 役
- ロング・グッドバイ（2014年） - 中年男 役
- 55歳からのハローライフ（2014年） - 近藤 役
- 吉原裏同心（2016年） - 杉野屋藤兵衛 役
- 大河ドラマ
  - おんな城主 直虎（2017年） - 舞坂屋 役
  - いだてん〜東京オリムピック噺〜（2019年） - 小笠原文部大臣 役
  - 鎌倉殿の13人（2022年） - 医者 役
- いちげき（2023年） - 与吉 役
- 藤子・F・不二雄 SF短編ドラマ シーズン2「旅人還る」（2024年）[2]

#### 日本テレビ
- 火曜サスペンス劇場
  - 「孤独な果実」（2000年） - スーパー店長 役
  - 「刑事・鬼貫八郎13」（2001年） - 警備員 役
  - 「身辺警護12」（2003年） - 宮永健治 役
  - 「迂回路」（2003年）
- ごくせん第2シリーズ（2005年） - 全国私学教員派遣協会の事務長 役
- 火垂るの墓（2005年）
- マイ☆ボス マイ☆ヒーロー（2006年）
- ウィルスパニック2006夏〜街は感染した〜（2006年） - 伊藤センター長 役
- 名探偵コナン 工藤新一への挑戦状（2011年） - 辰巳泰治 役
- ハケンの品格 Season2（2020年） - 漆原教授 役
- リバーサルオーケストラ（2023年） - 貫井剛 役

#### TBS
- オヤジぃ。（2000年）
- 月曜ミステリー劇場
  - 「ホステス探偵危機一髪」（2001年）
  - 「外科医零子1」（2001年） - 浅倉耕一 役
  - 「探偵 左文字進6」（2002年） - 及川裁判官 役
  - 「流れ星お銀!事件解決いたします3」（2003年） - 源さん 役
- またのお越しを（2003年） - 田辺二三男 役
- 銀座まんまんなか!（2003年）
- 大好き!五つ子（2004年） - 坂下務 役
- 渡る世間は鬼ばかり 第9シリーズ（2008-2009年） - 借金取り 役
- 特上カバチ（2010年） - 畠山武彦 役
- ハンチョウ〜神南署安積班〜（2010年） - 桧山忠彦 役
- 水戸黄門第43部（2011年） - 村田甲右衛門 役
- 夜行観覧車（2013年） - 山村刑事 役
- 月曜ゴールデン
  - 「信濃のコロンボ〜死者の木霊〜」（2013年） - 奥村哲夫 役
- 刑事のまなざし 最終話（2013年12月16日、TBS） - 日雇い労働者 役[3]
- 隠蔽捜査（2014年） - 山田淳也 役
- あなたのことはそれほど（2017年） - 中野晴夫 役
- アンナチュラル（2018年） - 松永工場長 役
- THE GOOD WIFE / グッドワイフ（2019年） - 宮前文昭 役
- TOKYO MER〜走る緊急救命室〜（2021年） - 谷中 役
- 女子高生、僧になる。（2023年） - 辰雄 役[4]

#### フジテレビ
- やまとなでしこ（2000年） - コック
- カバチタレ!（2001年） - 栄田千春の父 役
- プラトニック・セックス（2001年）
- 世にも奇妙な物語
  - 「ドラマティック・シンドローム」（2001年） - 田口課長 役
  - 「ニュースおじさん、ふたたび」（2010年） - 佐々木部長 役
  - 「友引村」（2024年） - 山田斉昭 役
- ナースのお仕事4（2002年） - 船木圭司 役
- 北の国から（2002年） - 熊倉寅次 役
- ビギナー (テレビドラマ)（2003年） - 池澤弁護士 役
- 金曜エンタテイメント
  - 「奥様は警視総監1」（2006年） - 金山浩二郎 役
  - 「外科医 鳩村周五郎2」（2006年） - 島村刑事 役
- 弁護士 灰島秀樹（2006年） - 三善博之 役
- 金曜プレステージ
  - 「所轄刑事3」（2007年） - 横森茂 役
  - 「捜査一課・澤村慶司2」（2014年） - 増岡警部（港湾署刑事課長） 役
- 眉山（2008年）
- イノセント・ラヴ（2008年） - 野久保社長 役
- コード・ブルー -ドクターヘリ緊急救命-（2008年） - 島田洋二 役
- 33分探偵（2008年） - 庭師・木島 役
- あんみつ姫（2009年）
- ハンサム★スーツ（2009年）
- LIAR GAME (テレビドラマ) Season2（2009年） - 安川ノリヒコ 役
- 流れ星（2010年）
- サザエさん2（2010年）
- 大切なことはすべて君が教えてくれた（2011年） - 柏木博一 役
- プロポーズ兄弟〜生まれ順別 男が結婚する方法〜（2011年） - 小林部長 役
- 私が恋愛できない理由（2011年） - 小池編集長 役
- 最後から二番目の恋（2012年） - 湘南ドック店員 役
- 松本清張没後20年特別企画 市長死す（2012年） - 矢崎すすむ 役
- 結婚しない（2012年） - 田中卓 役
- ラストホープ（2013年） - 竹野三朗 役
- 幽かな彼女（2013年） - 日野衛 役
- Oh,My Dad!!（2013年）
- 独身貴族（2013年） - 高砂賢一 役
- 極悪がんぼ（2014年） - 狸太郎 役
- リスクの神様（2015年） - 窪塚徹 役
- 金曜プレミアム
  - 「松本清張スペシャル・一年半待て」（2016年） - 紺野栄 役* 隣の家族は青く見える（2018年） - 五十嵐健作 役
- SUITS/スーツ (日本のテレビドラマ)（2018年） - 小堺晴彦 役
- 限界団地（2018年） - 警察官
- ほんとにあった怖い話 「ナニワ心霊道」（2018年） - 高田社長 役
- ラジエーションハウス～放射線科の診断レポート～（2019年） - 天野明 役
- やんごとなき一族（2022年） - 香川広明 役
- 競争の番人（2022年） ‐ 政岡一郎 役
- エルピス-希望、あるいは災い-（2022年） ‐ 局長 役
- 問題物件 第5話（2025年2月12日） - 三宅隆正 役[5]

#### テレビ朝日
- 松本清張没後10年記念 張込み（2002年） - タクシー運転手
- ひまわり〜桶川女子大生ストーカー殺人事件〜（2003年） ‐ 木島忠 役
- 土曜ワイド劇場
  - 「刑事の妻〜デカツマ〜」（2005年 - ） - 南田鉄夫 役
  - 「タクシードライバーの推理日誌20」（2005年） - 持丸康夫 役
  - 「おかしな刑事2」（2005年） - 大河内直仁 役
  - 「刑事・野呂盆六4」（2009年） - 角井刑事 役
  - 「100の資格を持つ女〜ふたりのバツイチ殺人捜査〜2」（2009年）
  - 「救急救命士・牧田さおり7」（2010年） - 磯村一雄 役
  - 「逆転報道の女3」（2014年） - 浅野和也 役
  - 「広域警察6」（2015年） - 河本刑事 役
- 女刑事みずき〜京都洛西署物語〜（2007年） - 板谷光武 役
- 相棒（2007年） - 北尾刑事 役
- おみやさん（2008年） - ロクさん 役
- 名探偵の掟（2009年） - 大島鉄吉 役
- 警部補 矢部謙三（2010年） - 都留幸一 役
- 同窓会〜ラブ・アゲイン症候群（2010年）
- ホンボシ〜心理特捜事件簿〜（2011年） - 佐野匡 役
- 悪党〜重犯罪捜査班（2011年） - 楊店長 役
- 仮面ライダーシリーズ
  - 仮面ライダーオーズ/OOO（2011年） - 下田権造 役
  - 仮面ライダーギーツ（2022年 - 2023年） - アルキメデル 役
- 桑潟幸一准教授のスタイリッシュな生活（2012年） - 牛腰教授 役
- 捜査地図の女（2012年） - 西村道夫 役
- 匿名探偵（2012年） - 間宮功 役
- 科捜研の女（2014年） - 飯塚忠則 役
- 天使と悪魔-未解決事件匿名交渉課-（2015年） - 堺洋二 役
- スペシャリスト（2016年） - 井澤富士雄 役
- 警視庁・捜査一課長
  - Season3 第5話（2018年） - 村越雅輝 役
  - Season6 第7話（2022年） - 波岡英明 役
- おっさんずラブ（2018年） - 牧芳郎 役
  - おっさんずラブ-リターンズ-（2024年） - 牧芳郎 役
- 私のおじさん〜WATAOJI〜（2019年） - 上田部長 役
- 日曜プライム
  - 「おかしな刑事19」（2019年） - 矢部茂昭 役
  - 「遺留捜査」（2020年） - 曽根崎光成 役
- 家政夫のミタゾノ（2019年） - ベン 役
- やすらぎの刻〜道（2019年） - 肥田 役
- 無用庵隠居修行5（2021年） - 近江屋伊兵衛 役
- 必殺仕事人（2023年） - 弥十郎 役
- アリバイ崩し承りますスペシャル（2024年） - 富宰建一 役[6]
- 誘拐の日（2025年7月8日 - ） - 松田真明 役[7]

#### テレビ東京
- 女と愛とミステリー
  - 「特捜刑事・遠山怜子1」（2003年） - 岩田福男 役
- 水曜ミステリー9
  - 「港町人情ナース2」（2007年） - 丸岡社長 役
  - 「刑事吉永誠一 涙の事件簿6」（2007年） - 永松晋 役
  - 「松本清張特別企画・不在宴会 死亡記事の女」（2008年）
  - 「鉄道警察官・清村公三郎5」（2008年） - 吉永圭太郎 役
  - 「嘘の証明 犯罪心理分析官・梶原圭子3」（2013年） - 紺野重男 役
  - 「鑑識特捜班・九条礼子〜骨を知る女〜3」（2014年） - 角倉茂文 役
- コスプレ幽霊 紅蓮女（2008年）
- 幻十郎必殺剣（2008年） - 錦屋利兵衛 役
- トミカヒーロー レスキューフォース（2008年） - 佐伯文治 役
- トミカヒーロー レスキューファイアー（2009年） - 佐伯文治 役
- ぱじ〜ジイジと孫娘の愛情物語〜（2013年）
- 太鼓持ちの達人〜正しい××のほめ方〜（2015年） - 下仁田裕二 役
- 松本清張特別企画 喪失の儀礼（2016年）
- ヘッドハンター（2018年） - 川端敏夫 役
- 日本ボロ宿紀行（2019年） - 「雲海閣」主人 役
- ハゲタカ4.5 スパイラル（2019年） -中野大介 役
- 最上の命医（2019年） - 村岡次郎 役
- 孤独のグルメ Season8 第12話 （2019年12月21日） - 社長 役
- 絶メシロード（2020年） - 小川直明 役
- オレの寿司物語（2020年） - 中筋和幸 役
- 女王の法医学〜屍活師〜2（2022年） - 和久井秀夫 役
- 警視庁考察一課（2022年） - 郷間悟朗 役
- 月曜プレミア8
  - 「浅見光彦シリーズ (テレビ東京のテレビドラマ)2」（2022年） - 沢田良雄 役

#### WOWOW
- 荒地の恋（2016年） - 日吉豊一郎 役

#### 時代劇専門チャンネル
- 約束（2024年放送予定）[8]

### 配信ドラマ
- KOI☆AGE 〜恋するアゲハ〜（Bee TV） - 住職（キャバクラ客） 役
- 夫のちんぽが入らない（2019年3月20日配信、FOD/Netflix） - 山本祐介 役
- 幽☆遊☆白書（2023年12月14日配信、Netflix） - 垂金権造 役
- ギーツエクストラ 仮面ライダーゲイザー（2024年4月7日、東映特撮ファンクラブ） - アルキメデル 役[9]

### 舞台
- 34丁目の奇跡〜Here's Love〜（2005年） - トーマス・マーラ地方検事 役
- 太陽に灼かれて（2011年7月-8月、天王洲銀河劇場 他）
- オーデュボンの祈り（2011年9月-10月、世田谷パブリックシアター） - 轟 役
- 音楽劇「道（La Strada）」（2018年12月8日-28日、東京・日生劇場）
- 音楽劇 「アルトゥロ・ウイの興隆」（2020年1月11日-2月2日、神奈川芸術劇場）
- FOCUS〜アップデート〜（2022年9月17日 - 18日、銀座ブロッサム / 11月18日 - 19日、COOL JAPAN PARK OSAKA TTホール）[10]
- OUT OF ORDER（2023年11月11日 - 12月30日、鳥栖市民文化会館 大ホール 他） - 謎の男 役[11]
- ヴェニスの商人（2024年12月6日 - 2025年1月10日、日本青年館ホール 他）[12]
- BUT・AND（2025年4月2日 - 13日、あうるすぽっと）[13]
- 明日を落としても（2025年10月11日 - 27日〈予定〉、兵庫県立芸術文化センター 阪急中ホール 他）[14]

### 映画
- 獅子王たちの夏（1991年） - 刑事 役
- RUSH!（2001年） - 湯治客 役
- アンテナ（2004年） - 堕天使の客 役
- ぐるりのこと。（2008年）
- LIAR GAME -再生-（2012年） - 安川ノリヒコ 役
- 潔く柔く（2013年） - 柿之内希実の父 役
- 近キョリ恋愛（2014年）
- 白鳥麗子でございます! THE MOVIE（2016年） - 白鳥正太郎 役
- 関ヶ原（2017年） - 安国寺恵瓊 役[15]
- 劇場版 おっさんずラブ 〜LOVE or DEAD〜（2019年） - 牧芳郎 役
- 生きててごめんなさい（2023年2月3日、渋谷プロダクション） [16]
- おまえの罪を自白しろ（2023年10月20日）[17] - 寺中清則 役

### Vシネマ
とられてたまるか！（1992年） - 医者 役

### MV
- AKB48「GIVE ME FIVE!」

## 著書
- 前略、昭和のバカどもっ!!（角川書店）

## 作品

### キャラクターソング
| 発売日        | 商品名                       | 歌                 | 楽曲             | 備考                                         |
| ------------- | ---------------------------- | ------------------ | ---------------- | -------------------------------------------- |
| 2023年9月20日 | 仮面ライダーギーツ SONG BEST | ジャマーガーデンズ | 「Odds n’ Ends」 | 特撮テレビドラマ『仮面ライダーギーツ』関連曲 |

### ユニットメンバー
1. ↑  吾妻道長（杢代和人）、五十鈴大智（後藤大）、ベロバ（並木彩華）、アルキメデル（春海四方）